# Szentgyörgyhalma
Szentgyörgyhalma (szlovákul Jurský Chlm) Muzsla településrésze Szlovákiában, a Nyitrai kerületben, az Érsekújvári járásban.

## Fekvése
Párkánytól 18 km-re nyugatra fekszik.

## Története
A trianoni békeszerződésig területe Esztergom vármegye Párkányi járásához tartozott.

## Népessége
2001-ben Muzsla 1937 lakosából 1640 magyar és 268 szlovák volt.

## Külső hivatkozások
Szentgyörgyhalma Szlovákia térképén